# پائولوس کاسترنسیس
پائولوس کاسترنسیس (انگلیسی: Paulus Castrensis; ۱ ژانویهٔ ۱۳۶۰ – ۱ ژانویهٔ ۱۴۴۷) حقوقدان رومی بود. او زیر نظر بالدوس دو اوبالدیس در پروجا تحصیل کرد و با کاردینال فرانسیسکو زابارلا هم‌شاگرد بود. او در مقطع دکتری حقوق مدنی در دانشگاه اوینیون پذیرفته شد، اما مشخص نیست چه زمانی برای اولین بار وظایف استادی را بر عهده گرفت.